# De Schreeuw (schilderij)
De Schreeuw (Noors: Skrik) is de titel van een viertal schilderijen en een lithografie van Edvard Munch uit 1893. De oorspronkelijke versie van de schreeuw uit 1893 hangt in het Nationaal Museum (Nasjonalgalleriet) in Oslo. Het geldt als het aangrijpendste schilderij van Munch. Het drukt het geestelijke leed en de emotionele kwelling uit die de schilder tijdens bepaalde perioden in zijn leven heeft gevoeld.
Munch was een voorloper van het expressionisme, een stijl die emoties wilde weergeven.

## Geschiedenis
De Schreeuw is een psychisch zelfportret van Edvard Munch. Het schilderij is gebaseerd op een eigen traumatische ervaring.
Op een avond wandelde Munch met vrienden terug naar de stad Oslo. Ze bleven staan op een brug. Terwijl zijn vrienden doorliepen bleef Munch staan, aangegrepen door het landschap en de lucht met de ondergaande zon. Hij hoorde en voelde het landschap rondom hem schreeuwen. Hij kreeg een onmachtig en depressief gevoel. Deze gebeurtenis maakte zo veel indruk op hem dat hij hem later meerdere malen vastlegde op doek.
Munch schilderde De Schreeuw in een periode na een bijzonder pijnlijke liefdesverhouding met Millie Thaulow, een getrouwde vrouw. Tijdens de door jaloezie, achterdocht en pijn getekende relatie schilderde de kunstenaar een aantal doeken die het verloop van de verhouding illustreren. Toen zijn relatie met Millie Thaulow definitief voorbij was, schilderde hij De Schreeuw. De ontzette, tot wanhoop gedreven figuur zou dan Edvard Munch moeten zijn.
Sommige Munch-biografen brengen het thema van De schreeuw ook wel in verband met de zelfmoord van Munchs vriend en collega-kunstschilder Kalle Løchen.
Het werk toont een in heldere kleuren geschilderd en uit golvende lijnen opgebouwd landschap, waarin een spookachtige figuur de kijker aankijkt. Ook het lichaam van het wezentje kronkelt mee met het kronkelende landschap. De angst overheerst in de panische penseeltrekken die de geluidsgolven van de tomeloze schreeuw weergeven. De combinatie van felle en zachte kleuren verhoogt dit effect.
Rechts op het schilderij bracht Edvard Munch een verticale balk aan om het schilderij smaller te doen lijken.
In 2003 beweerden Amerikaanse astronomen onder leiding van Donald W. Olson, hoogleraar aan de "Texas State University–San Marcos", de exacte plek waar Munch zijn ervaring had te hebben teruggevonden in de haven van Oslo. Tevens meenden zij met zekerheid te kunnen zeggen dat de buitengewoon rode hemel veroorzaakt was door de uitbarsting van de vulkaan Krakatau in 1883.

## Titel

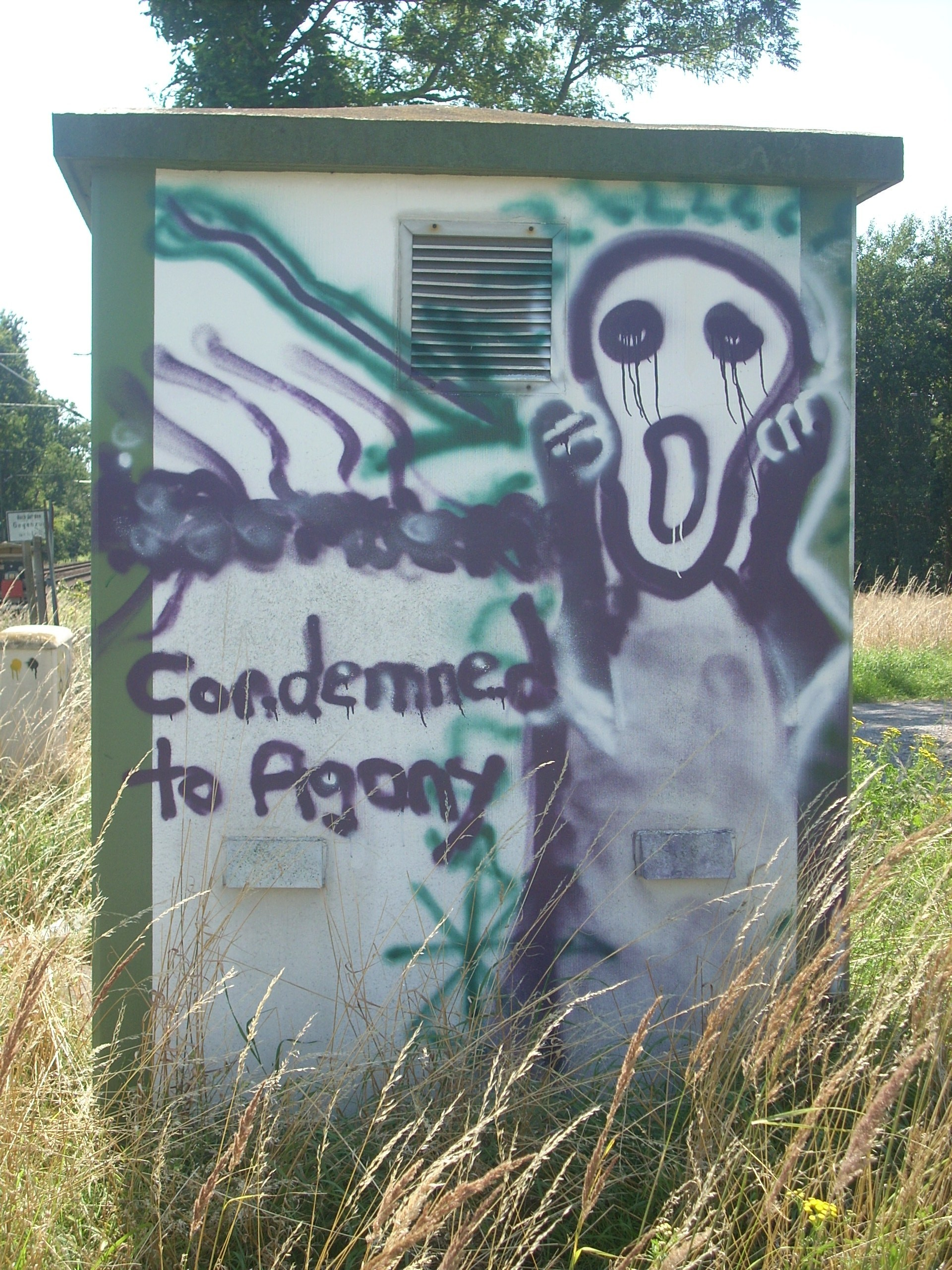
Graffiti op een transformatorhuisje in Duitsland

Toen het werk voor het eerst werd tentoongesteld, in Berlijn, was de titel Wanhoop. Later ging Munch het ook wel De Schreeuw noemen.

## Interpretatie
Veel mensen zien de figuur op de voorgrond schreeuwen, maar Munchs bedoeling was dat het landschap naar hem schreeuwt en het figuur als reactie zijn oren bedekt.

## Evolutie
De eerste versie van De Schreeuw was gelijkaardig, maar het spookachtige figuurtje was toen nog een man leunend op de balustrade van de brug. Pas toen Edvard Munch in een latere versie de man verving door een geslachtloos wezentje werd het schilderij zo expressief.
Na Munch' dood werd De Schreeuw ongemeen populair. Het werd vele malen herwerkt en gereproduceerd door tal van kunstenaars. Er werden honderden gadgets van gemaakt en het figuurtje werd een symbool. Zo is het masker dat in de film Scream gebruikt wordt, gemaakt op basis van dit schilderij.

## Diefstal

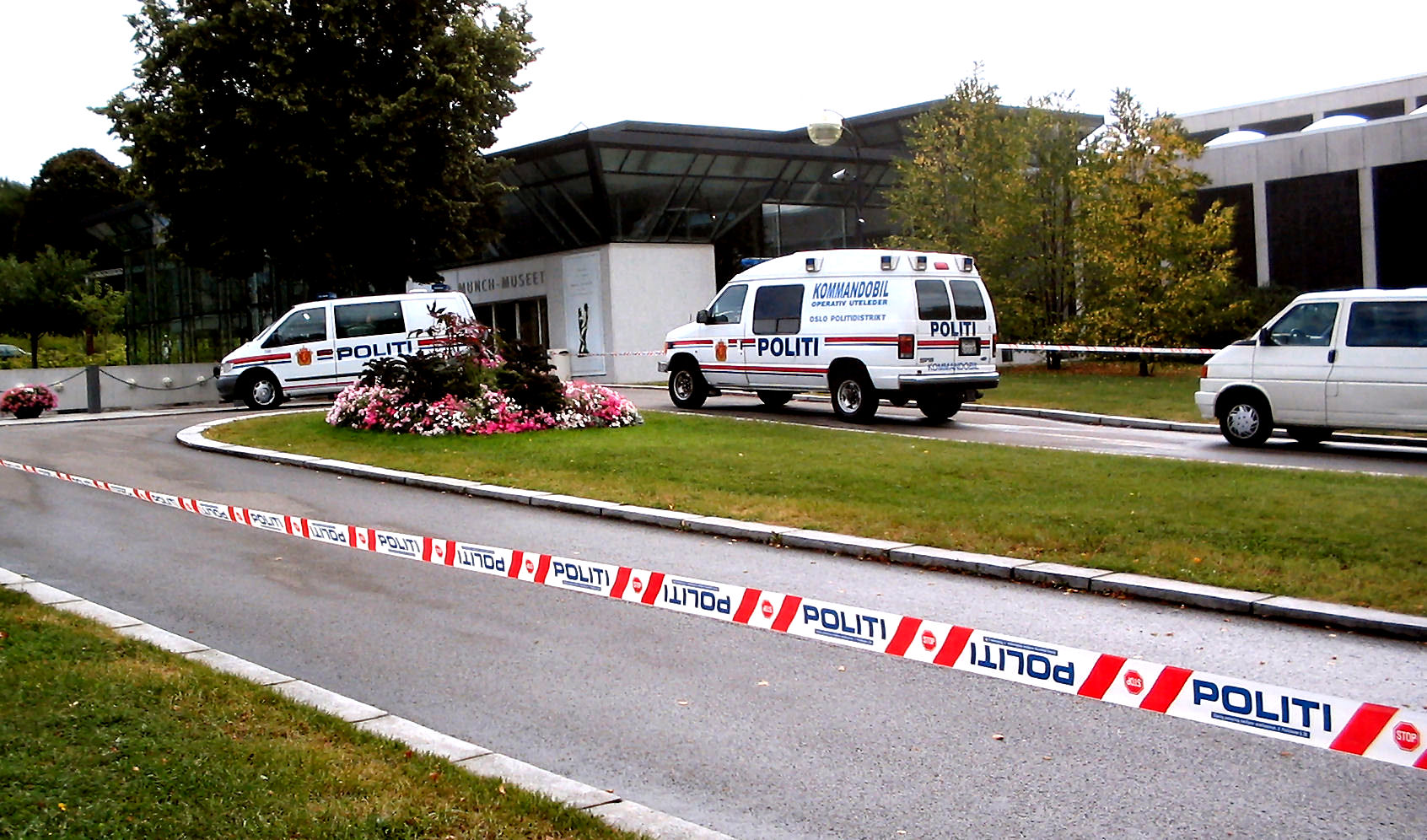
Het museum circa twee uur na de diefstal

In 1994 werd een van de vier versies van De Schreeuw samen met andere werken van Edvard Munch gestolen. Het werk werd drie maanden later teruggevonden. De drie Noorse daders konden worden gearresteerd toen zij losgeld probeerden te krijgen voor het schilderij.
Op 22 augustus 2004 werd opnieuw een exemplaar gestolen. Gewapende overvallers stalen op klaarlichte dag uit het Munchmuseum in Oslo De Schreeuw en Madonna. De waarde van Madonna wordt geschat op 20 miljoen euro.
Aanvankelijk dacht men dat de schilderijen verbrand waren om zo het bewijsmateriaal te vernietigen. Op 2 mei 2006 veroordeelden Noorse rechters drie daders tot gevangenisstraffen van vier tot acht jaar. Daarnaast dwongen de rechters een van de daders met een dwangsom van 750 miljoen Noorse kronen de locatie van het schilderij te vertellen. Waarschijnlijk door een tip van een van de daders kon de politie de twee werken terugvinden. De Schreeuw en de Madonna werden in redelijk goede staat door de Noorse politie op 31 augustus 2006 teruggevonden. Na restauratie werden ze opnieuw tentoongesteld.

De schreeuw
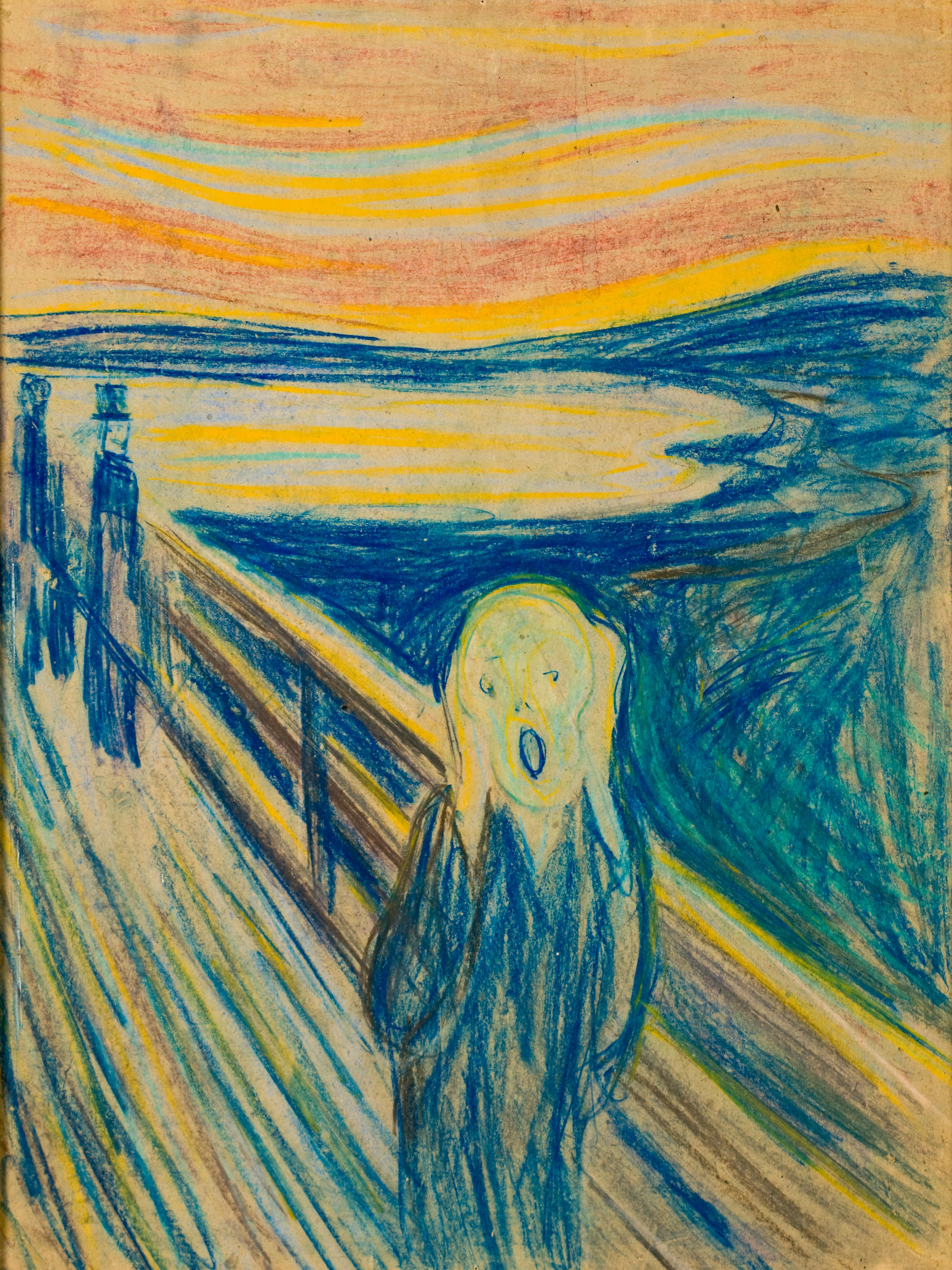
1893, pastel op karton. Dit is mogelijk de vroegste versie van De Schreeuw: het lijkt erop dat Munch de basiscompositie tekende.
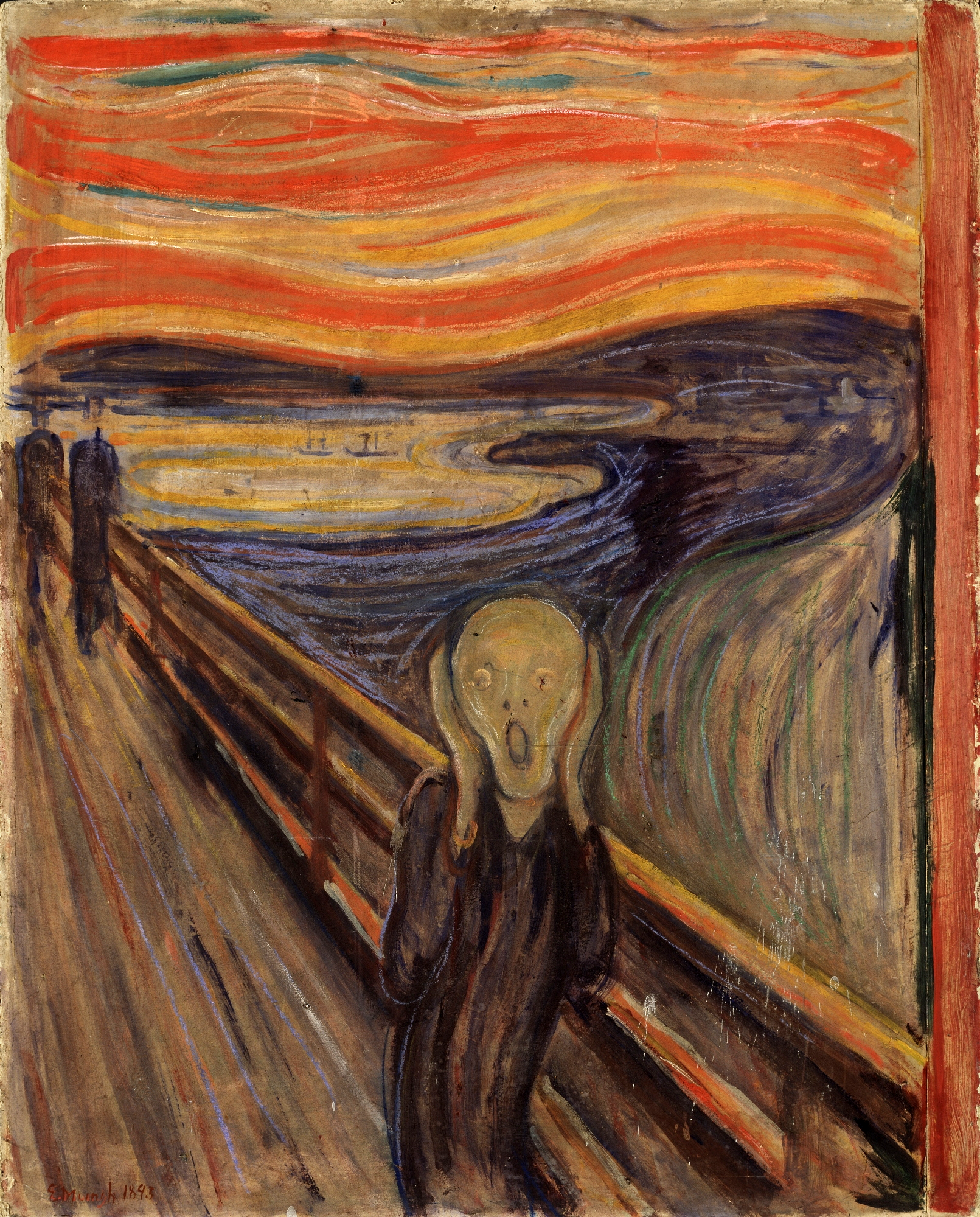
1893, olie, tempera en pastel op karton. Hangt in het Nationaal Kunstmuseum te Oslo, is misschien de meest herkenbare versie.
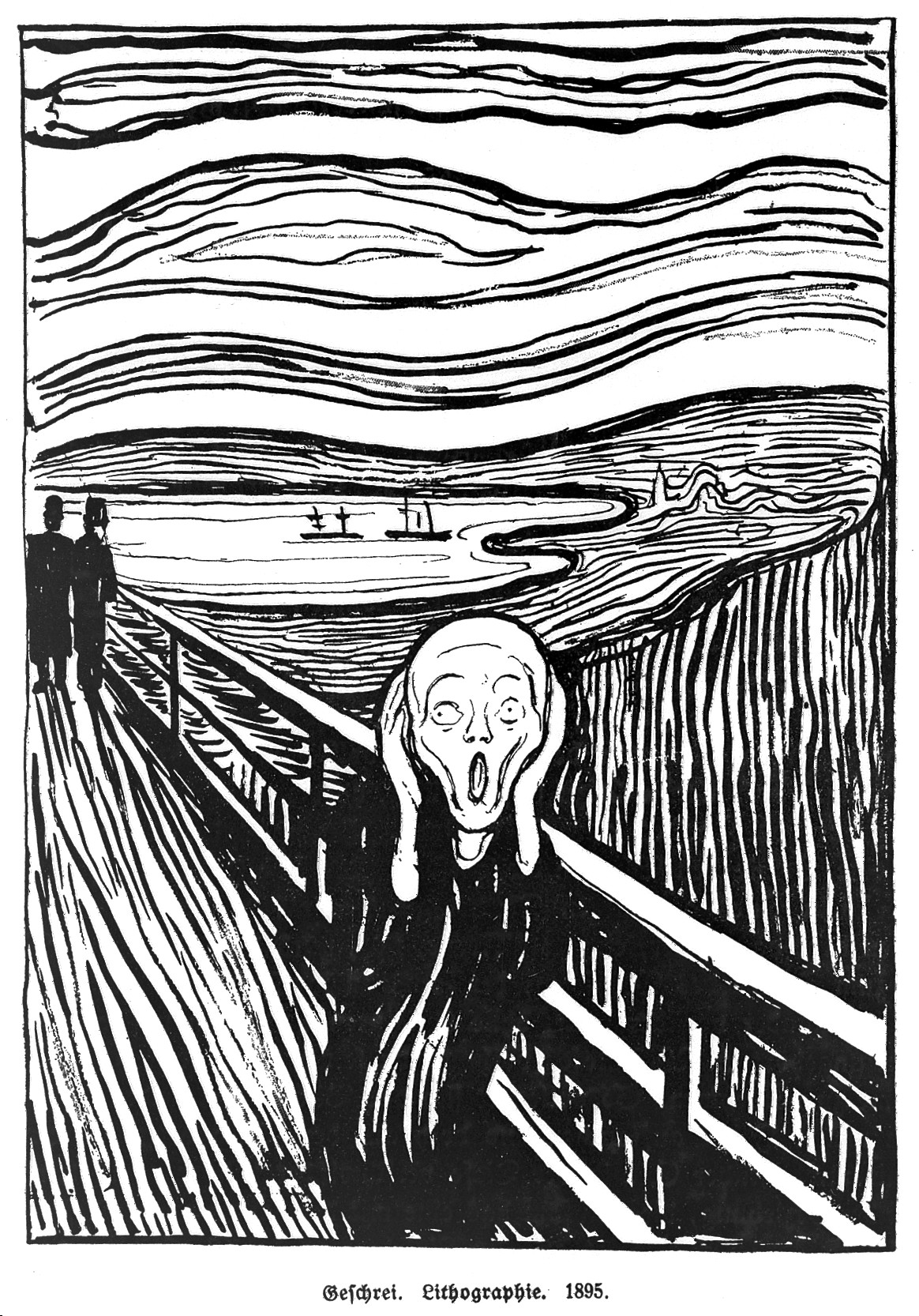
1895, lithografie. Ongeveer 45 afdrukken zijn gemaakt voordat de drukker de steen opnieuw gebruikte. Sommige versies zijn door Munch ingekleurd.

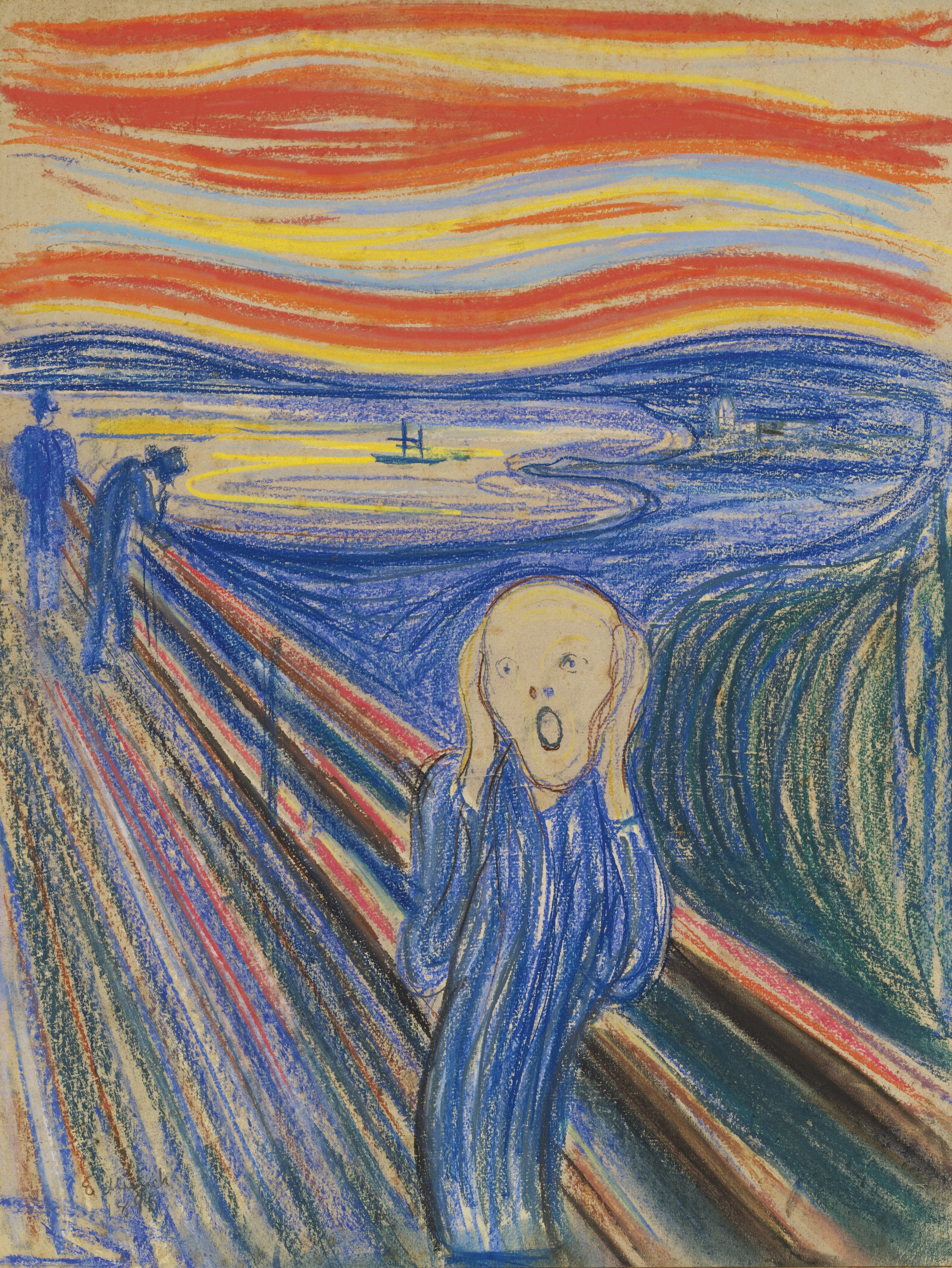
1895, pastel op karton. Verkocht voor ongeveer 91 miljoen euro door veilingshuis Sotheby's in 2012. Het werd gekocht door de Amerikaanse zakenman en kunstverzamelaar Leon Black.
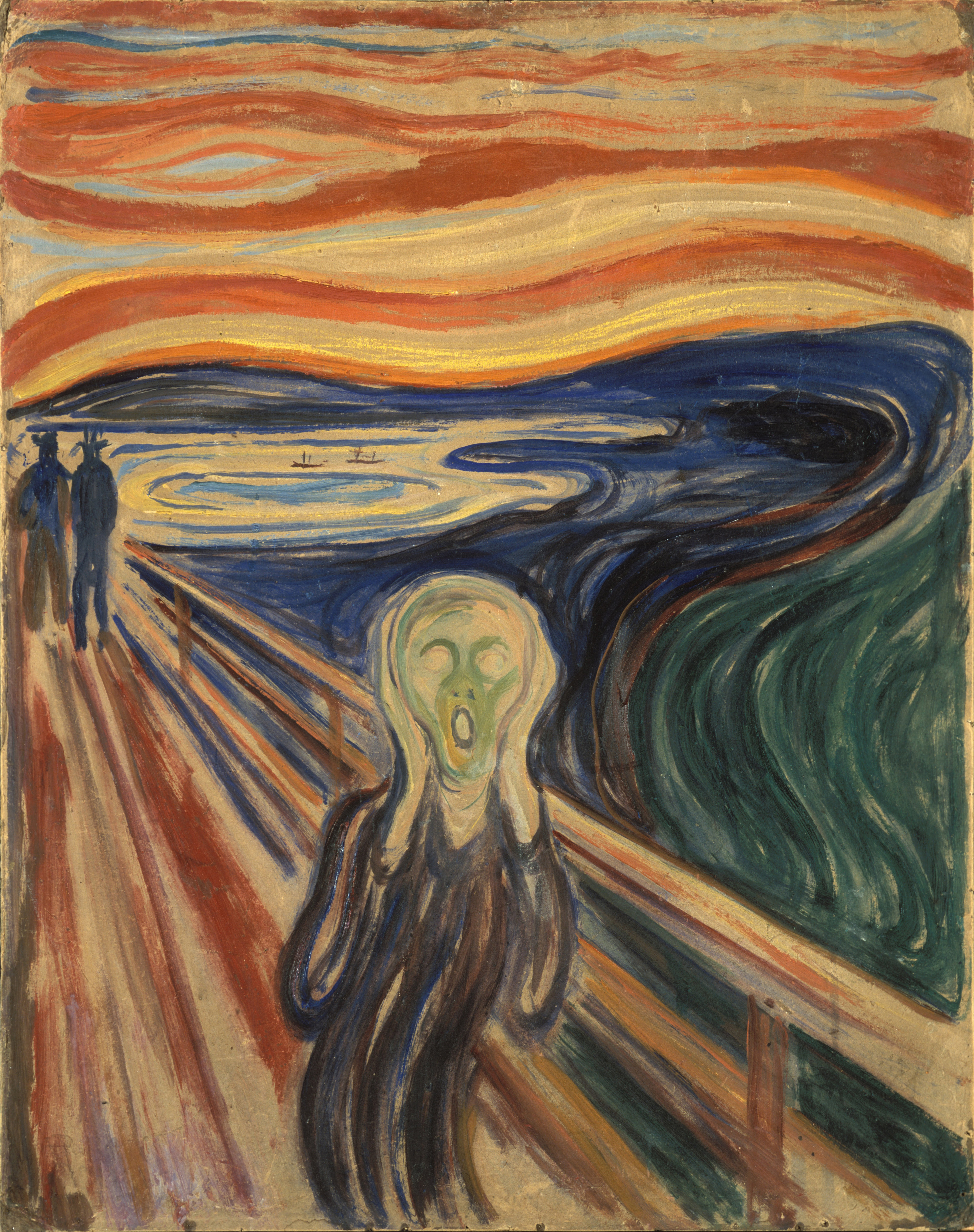
1910, tempera op karton. Deze versie werd in 2004 uit het Munchmuseum gestolen en is teruggevonden in 2006.
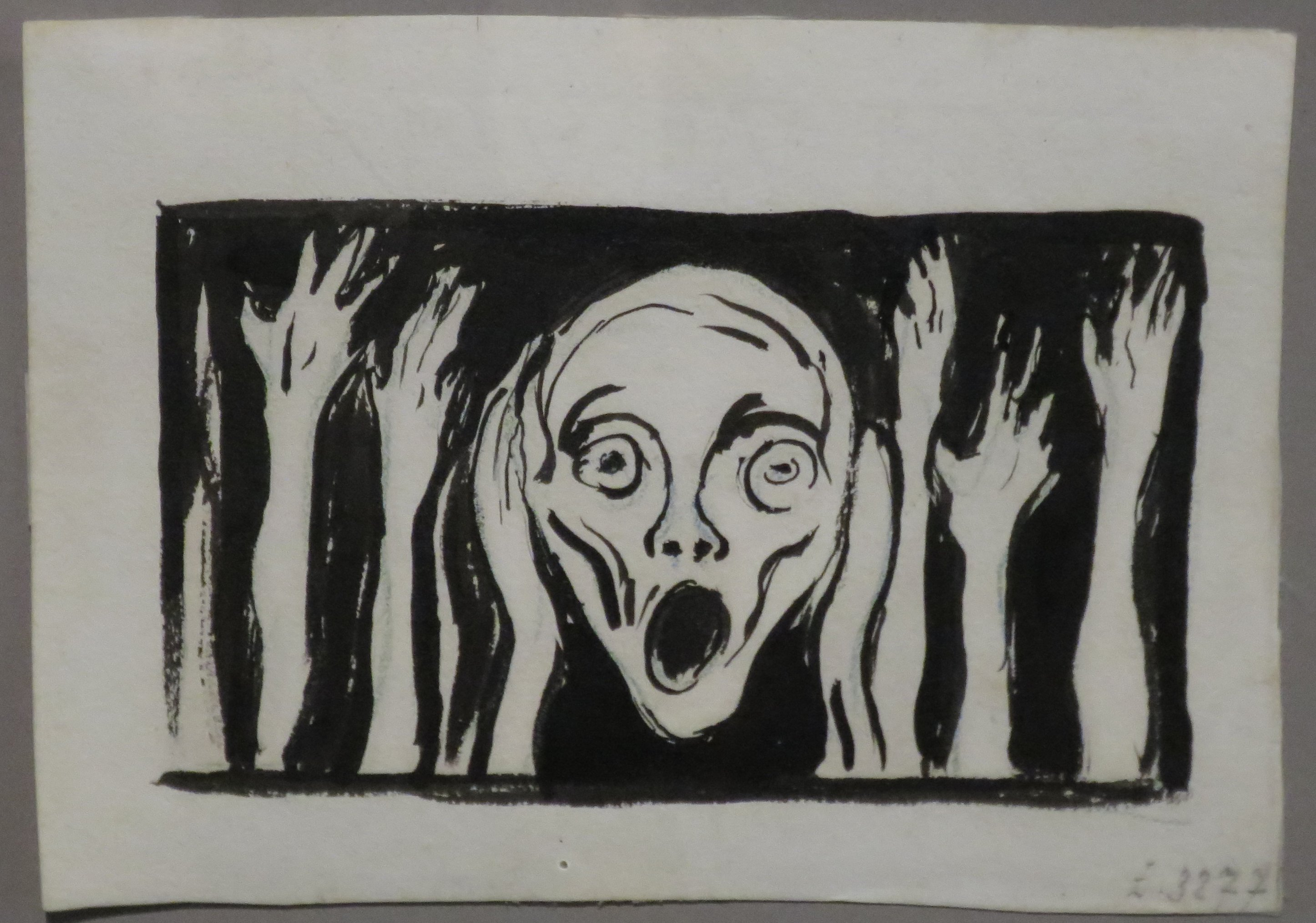
Zonder jaartal, inkttekening. Deze compositie, waarin de centrale figuur van De Schreeuw voorkomt, is eigendom van het Universiteitsmuseum van Bergen.

## Trivia

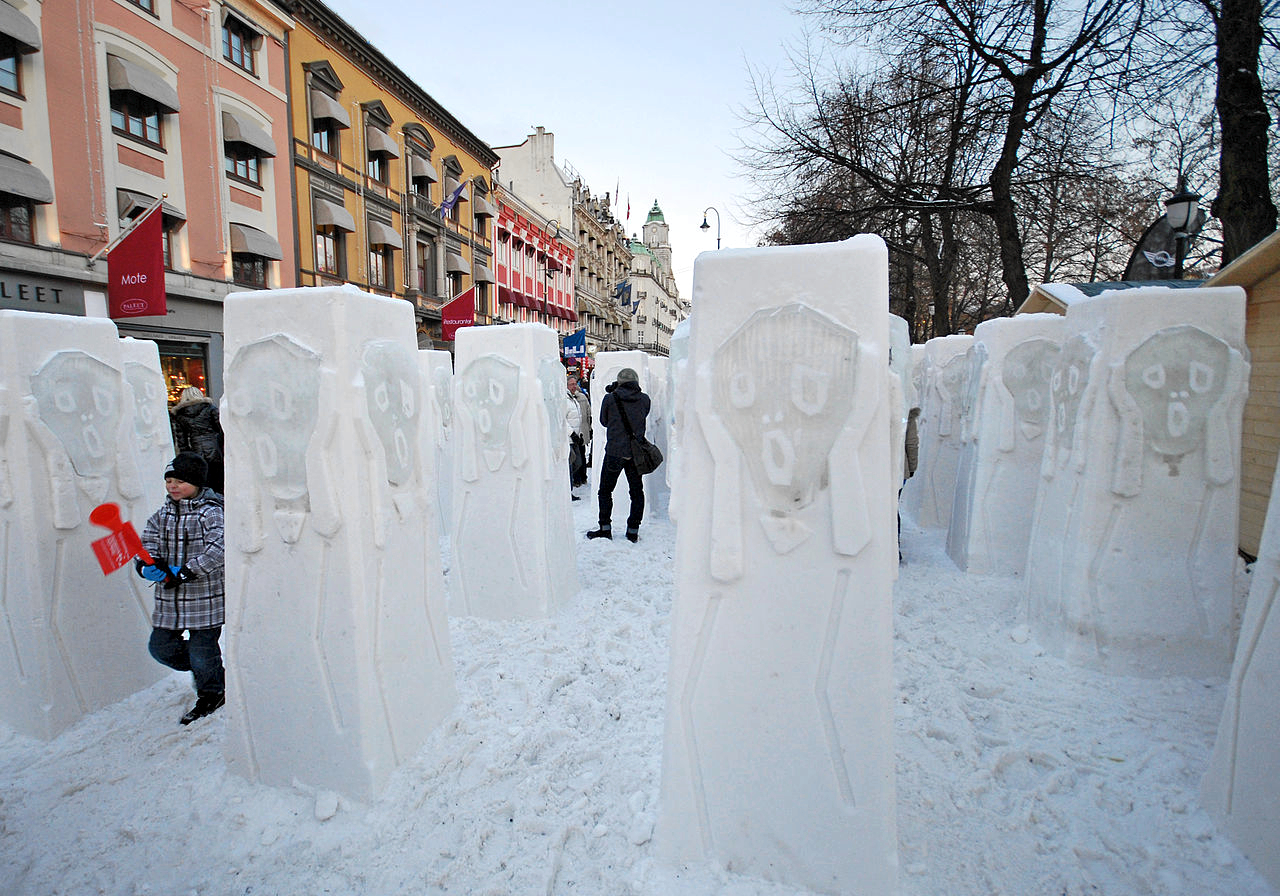
Sneeuw- en ijssculpturen van Mark Szulgit

- In 2011 projecteerde Greenpeace een 'nucleaire' versie van het schilderij op de Kerncentrale Borssele om aandacht te vragen voor de gevaren van kernenergie.[3]
- Op 2 mei 2012 werd een versie van het werk voor een recordbedrag geveild bij het New Yorkse veilinghuis Sotheby's. De Schreeuw bracht een bedrag op van 119,9 miljoen dollar (ruim 91 miljoen euro). Het werd daarmee het duurste schilderij in handen van een particulier.[4]
- In het televisieprogramma Het geheim van de meester van omroep AVROTROS werd in 2023 geprobeerd De Schreeuw authentiek opnieuw te schilderen.